# Silene sieboldii
Silene sieboldii là loài thực vật có hoa thuộc họ Cẩm chướng. Loài này được (Van Houtte) H. Ohashi & H. Nakai miêu tả khoa học đầu tiên năm 1996.